# Longecombe
Longecombe est une ancienne commune française du département de l'Ain. Le 1er septembre 1964, la commune est absorbée avec Lacoux par la commune de Hauteville-Lompnes.

## Histoire
Le 4 mai 1883, le territoire correspondant au hameau de Charabotte est donné à la commune voisine de Chaley.
Le 1er septembre 1964, la commune est absorbée par la commune de Hauteville-Lompnes tout comme Lacoux.

## Culture locale et patrimoine

### Lieux et monuments
- Ruines du château de Longecombe. Les seigneurs de ce nom font hommage au comte de Savoie en 1267. Le château est remplacé par un manoir du XVe siècle[3],[4].